# Ebenovité
Ebenovité (Ebenaceae) je čeleď vyšších dvouděložných rostlin z řádu vřesovcotvaré (Ericales). Zahrnuje asi 756 druhů ve 3 rodech a je rozšířena v tropech a subtropech celého světa s přesahy do oblastí mírného pásu. Největší rod je tomel.

## Charakteristika
Ebenovité jsou dvoudomé nebo jednodomé keře a stromy s jednoduchými střídavými a obvykle dvouřadě uspořádanými listy bez palistů. Čepel listů je celokrajná, se zpeřenou žilnatinou. Na lícové straně listů jsou často nektariové žlázky.
Květenství jsou úžlabní, často redukovaná na jediný květ. Květy jsou jednopohlavné nebo oboupohlavné (Lissocarpa), pravidelné. Kalich i koruna jsou složeny ze 3 až 7 srostlých lístků. Tyčinek je obvykle 6 až mnoho, obvykle přirůstají ke koruně. Semeník je svrchní (Diospyros) nebo spodní (Lissocarpa), srostlý ze 3 až 8 plodolistů. V každé komůrce je 1 až 2 vajíčka. Plodem je bobule nebo peckovice.
Květy jsou nejčastěji opylovány hmyzem, semena šíří ptáci a savci. Název čeledi je odvozen od dřeva eben, získávaného z některých druhů tomelu (Diospyros), zejména z D. ebonum.

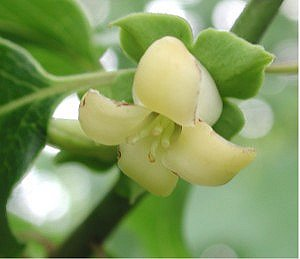
Samičí květ tomelu viržinského (Diospyros virginiana)
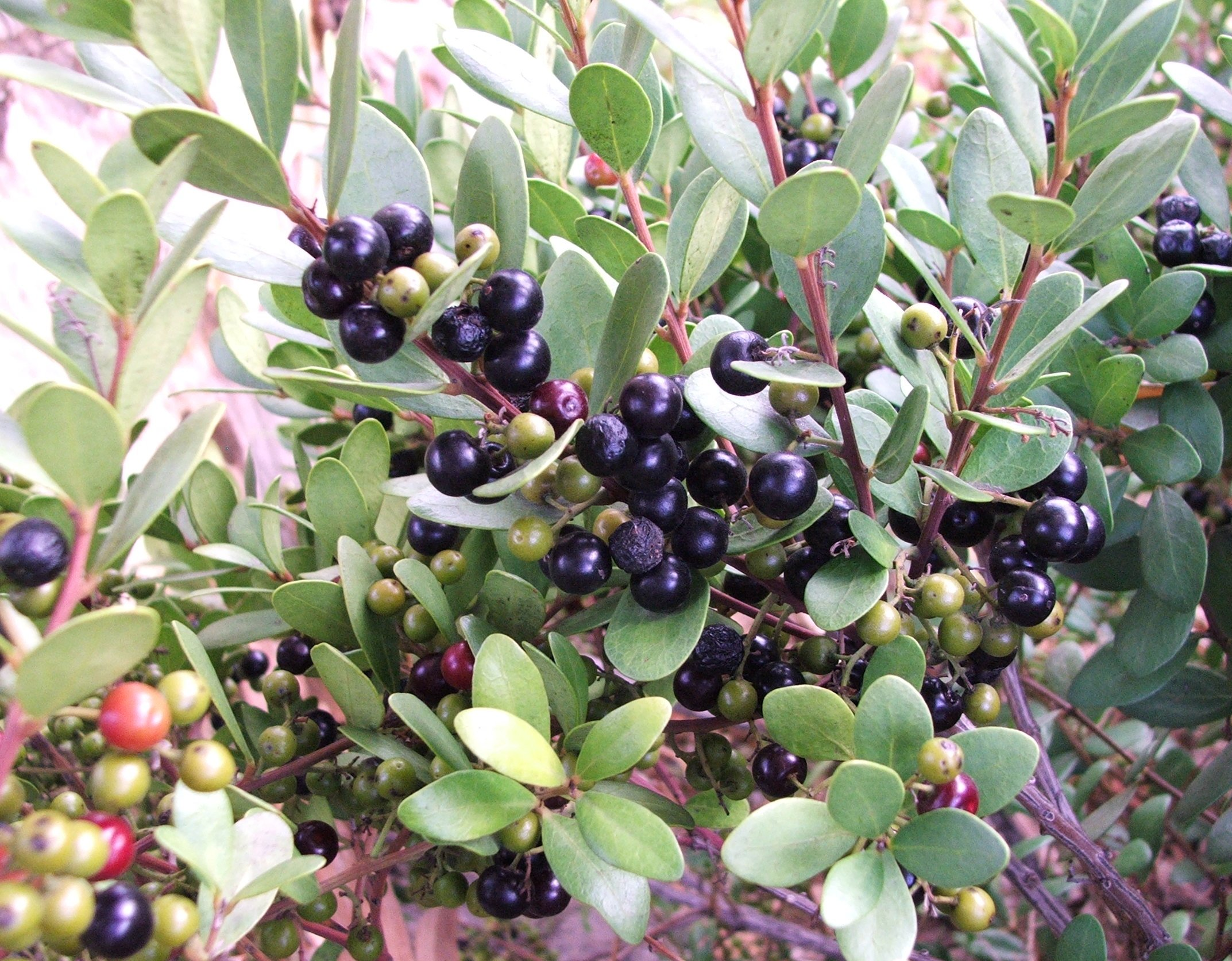
Plodící Euclea racemosa
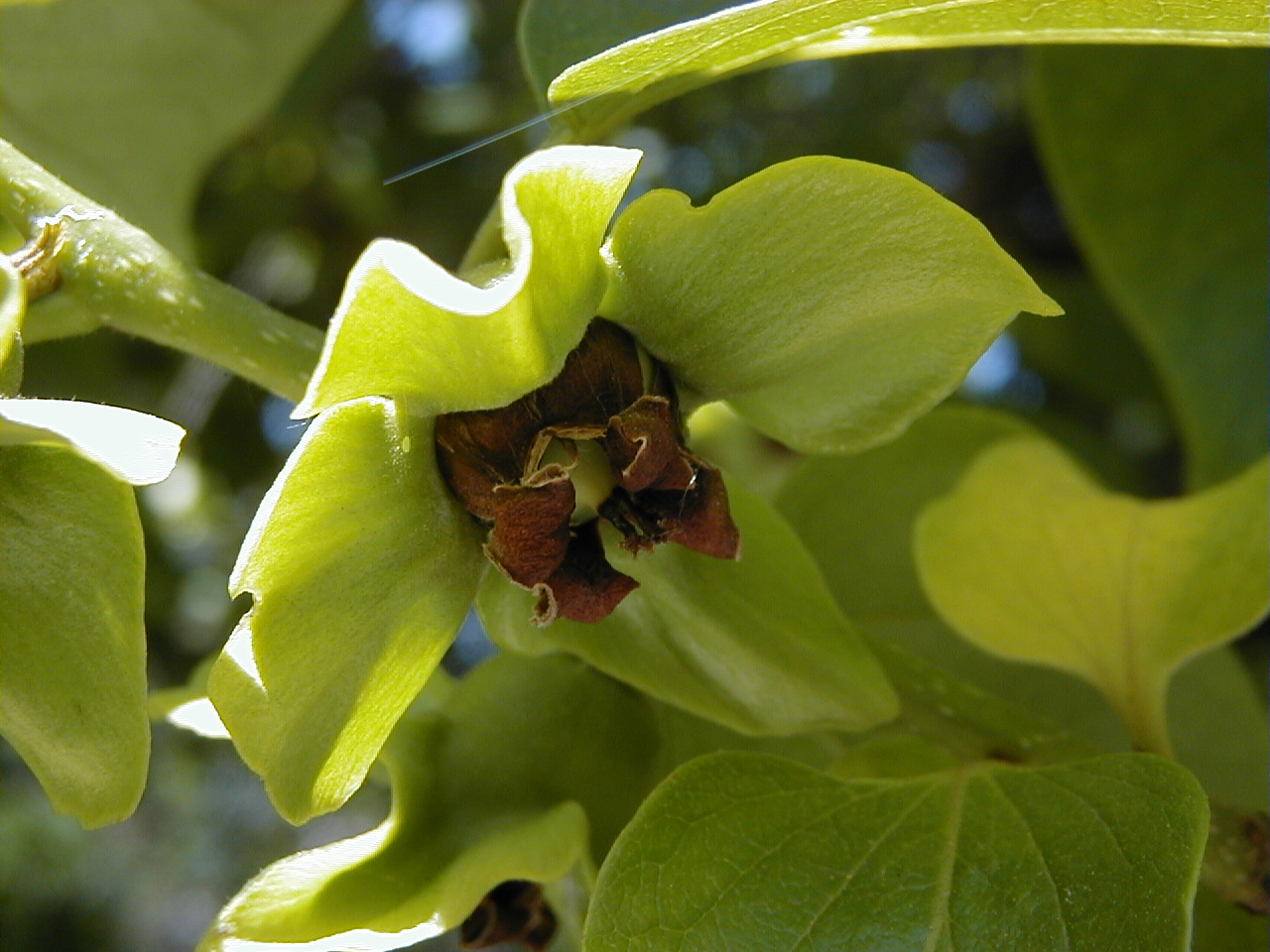
Detail květu tomelu japonského
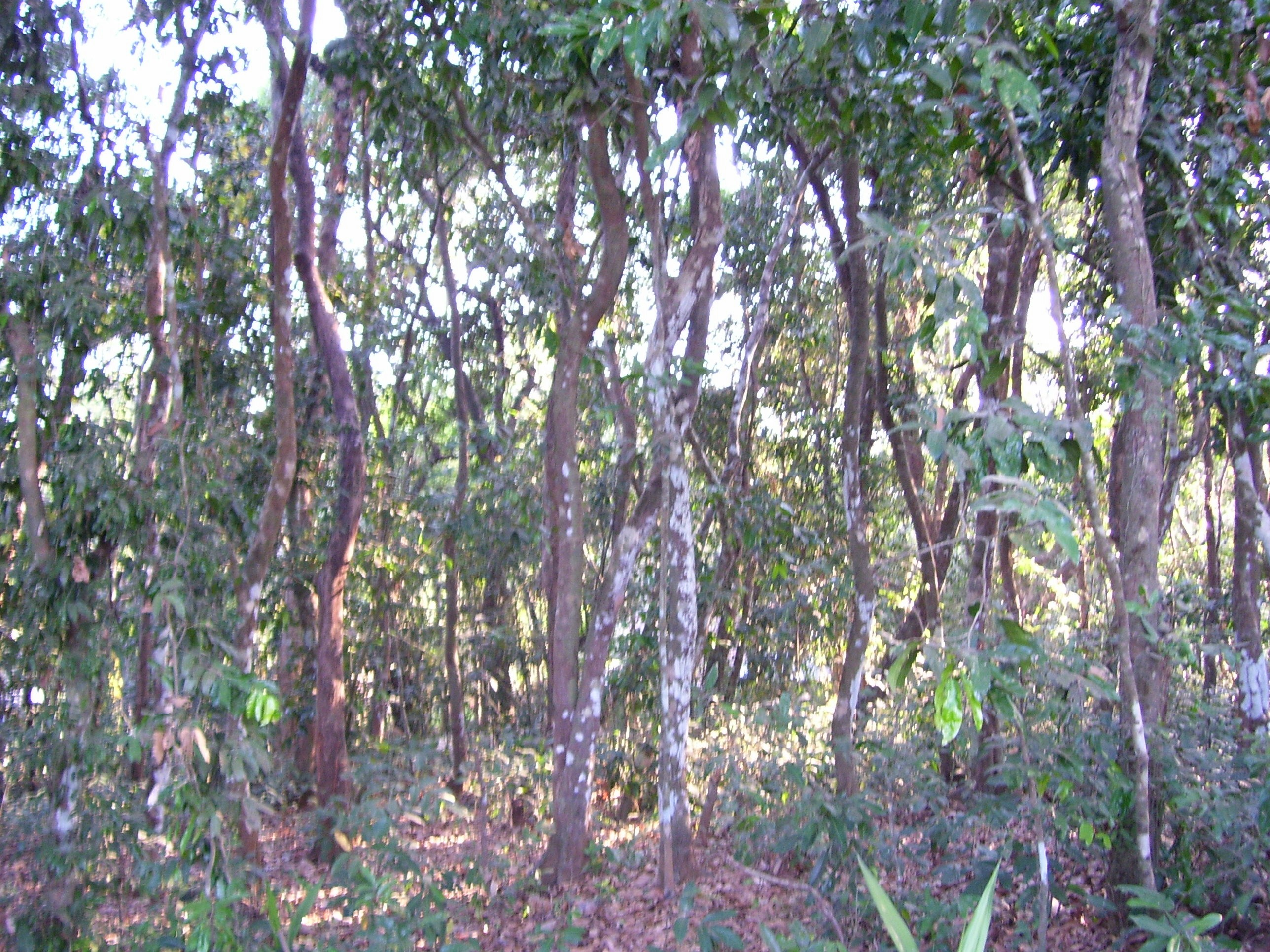
Eben (Diospyros ebonum)

## Rozšíření
Čeleď zahrnuje asi 756 druhů ve 3 rodech. Je rozšířena v tropech a subtropech celého světa, několik opadavých druhů přesahuje do mírného pásu. Největším rodem je tomel (Diospyros, asi 732 druhů). V tropické Americe jsou soustředěny především v nížinném deštném lese, několik druhů však roste i na venezuelských stolových horách a v Andách. Ebenovité tvoří důležitou součást lesů tropické Afriky.

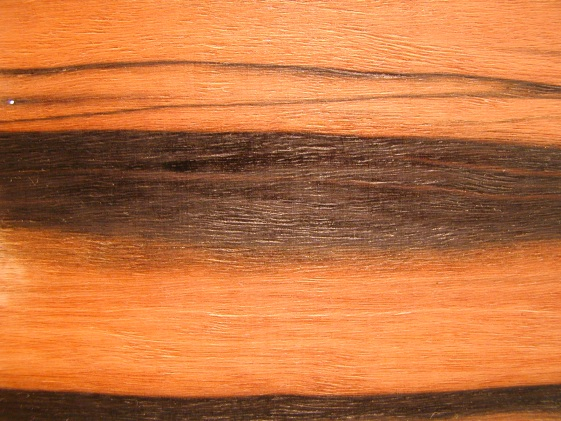
Ebenové dřevo (Diospyros ebonum)

## Taxonomie
Ebenovité tvoří v rámci řádu Ericales monofyletickou skupinu spolu s čeleděmi zapotovité (Sapotaceae) a prvosenkovité (Primulaceae). Do ebenovitých byla vřazena dříve samostatná čeleď Lissocarpaceae. Rod Royena bývá slučován s rodem Diospyros.

## Obsahové látky
Charakteristický je obsah černých barviv na bázi naftochinonů.

## Zástupci
- tomel (Diospyros)

## Význam
Některé druhy jsou pěstovány pro jedlé plody, zvláště tomel japonský (Diospyros kaki), v menší míře i severoamerický tomel viržinský (D. virginiana) a asijský tomel obecný (D. lotus). Jedlé plody mají i další africké, asijské a americké druhy tomelu.
Některé africké a asijské druhy poskytují cenné dřevo známé jako eben. Černé dřevo poskytuje např. druh Diospyros ebenum, zatímco D. quaesita poskytuje dřevo žíhané.
V Africe, Malajsii i Francouzské Guyaně jsou některé druhy využívány k přípravě jedu pro lov ryb. Ze semen a plodů je získáváno černé barvivo.
V České republice je občas pěstován jako okrasná dřevina tomel viržinský (D. virginiana). Je vysazen v Dendrologické zahradě v Průhonicích i v Pražské botanické zahradě v Tróji.
Někdy se též jako okrasný pěstuje tomel obecný (D. lotus), např. v botanické zahradě Přírodovědecké fakulty Masarykovy univerzity v Brně. V posledních letech se v zahradách na jižní Moravě objevují i odolné odrůdy tomelu japonského, pěstovaného pro své ovoce, v chladnějších oblastech pak jeho kříženci s tomelem viržinským.

## Přehled rodů
Diospyros (včetně Royena), Euclea, Lissocarpa